# Broken Arrow
Broken Arrow – miejscowość w Stanach Zjednoczonych, w stanie Oklahoma, w hrabstwie Tulsa.